# Hill Nunatak
L'Hill Nunatak è un prominente nunatak (picco roccioso isolato) antartico, che si innalza al di sopra della coltre glaciale 9 km a est-nordest del Gambacorta Peak, all'estremità sudorientale del Neptune Range, che fa parte dei Monti Pensacola in Antartide.
Il nunatak è stato scoperto e fotografato il 13 gennaio 1956 nel corso di un volo transcontinentale nonstop dai membri dell'Operazione Deep Freeze I  della U.S. Navy in volo dal Canale McMurdo al Mar di Weddel e ritorno. L'intera catena dei Monti Pensacola è stata mappata dettagliatamente nel 1967-68 dall'United States Geological Survey (USGS) sulla base di rilevazioni e foto aeree scattate dalla U.S. Navy nel periodo 1956-67 utilizzando anche le tecniche di aerofotogrammetria con l'uso di tre fotocamere aviotrasportate.
La denominazione è stata assegnata dall'Advisory Committee on Antarctic Names (US-ACAN) in onore di Jack O. Hill, fotografo a bordo del volo del gennaio 1956.